# Les Sorinières

Les Sorinières este o comună în departamentul Loire-Atlantique, Franța. În 2009 avea o populație de 7,314 de locuitori.